# Mark Griffin (Politiker)

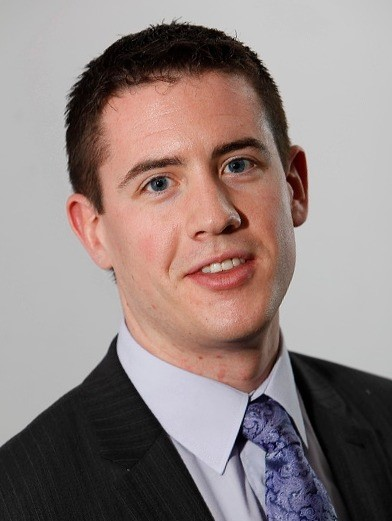
Mark Griffin, 2011

Mark Griffin (* 19. Oktober 1985 in Glasgow) ist ein schottischer Politiker und Mitglied der Labour Party.

## Leben
Griffin besuchte die St Patrick’s Primary School und die St Maurice’s High School in Cumbernauld. Anschließend besuchte er die Universität von Strathclyde und verließ sie mit einem Bachelorabschluss in Ingenieurswesen. Er war dann als Ingenieur in Nordirland tätig. Seit 2008 ist Griffin Ratsmitglied von North Lanarkshire.

## Politischer Werdegang
Bei den Schottischen Parlamentswahlen 2011 trat Griffin als Kandidat auf der Regionalwahlliste der Labour Party für die Wahlregion Central Scotland an. Auf Grund des Wahlergebnisses gelang ihm als einem von drei Labour-Politikern der Einzug in das Schottische Parlament für Central Scotland. Zum Zeitpunkt der Wahl war Griffin erst 25 Jahre alt und war damit der jüngste Abgeordnete, der bis zu diesem Zeitpunkt in das Schottische Parlament gewählt worden war. Bei den Parlamentswahlen 2016 bewarb sich Griffin um das Mandat des Wahlkreises Cumbernauld and Kilsyth. Er konnte sich jedoch nicht gegen den SNP-Kandidaten Jamie Hepburn durchsetzen. Als einer von vier Labour-Politikern erhielt er jedoch abermals ein Listenmandat für Central Scotland.